# Campeonato de Francia de Rugby 15 1923-24
El Campeonato de Francia de Rugby 15 1923-24 fue la 28.ª edición del Campeonato francés de rugby, la principal competencia del rugby galo.
El campeón del torneo fue el equipo de Toulouse quienes obtuvieron su cuarto campeonato.

## Desarrollo

### Primera Fase
- Grupo A
  - Toulouse 11 pts,
  - Béziers 11 pts,
  - SO Avignon 8 pts
  - US Cognac 6 pts,
  - Stade hendayais 4 pts

- Grupo B
  - Bayonne 10 pts
  - Narbonne  10 pts
  - Grenoble 8 pts,
  - Périgueux 8 pts
  - RC Chalon 4 pts

- Grupo C
  - Racing Club 12 pts
  - Albi 11 pts
  - FC Lézignan 8 pts
  - Pau 6 pts
  - Stade poitevin 4 pts

- Grupo D
  - Carcassonne 10 pts
  - FC Lourdes 9 pts
  - AS Bayonne 9 pts
  - Olympique Paris 8 pts
  - Stade Bordelais 4 pts

- Grupo E
  - Bègles 11 pts
  - US Perpignan 9 pts
  - TOEC 8 pts
  - Rugby-Club Toulonnais 7 pts,
  - AS Soustons 5 pts

- Grupo F
  - Tarbes 11 pts
  - Biarritz 10 pts
  - Stade Français 8 pts
  - SA Bordeaux 6 pts
  - Agen 5 pts

### Segunda Fase
| Equipo     | Puntos   |
| ---------- | -------- |
| Toulouse   | 6 puntos |
| Narbonnez  | 4 puntos |
| FC Lourdes | 2 puntos |

| Equipo    | Puntos   |
| --------- | -------- |
| Perpignan | 6 puntos |
| Albi      | 3 puntos |
| Bayonne   | 3 puntos |

| Equipo          | Puntos   |
| --------------- | -------- |
| Béziers         | 6 puntos |
| Biarritz        | 3 puntos |
| Bordeaux Begles | 3 puntos |

| Equipo      | Puntos   |
| ----------- | -------- |
| Tarbes      | 6 puntos |
| Carcassonne | 4 puntos |
| Racing Club | 2 puntos |

### Semifinal
| 6 de abril de 1924 | Toulouse  | - | Béziers | 3 - 0  | Carcassonne |
| 6 de abril de 1924 | Perpignan | - | Tarbes  | 10 - 0 | Toulouse    |

### Final
| 27 de abril de 1924 | Toulouse | 3 - 0   | US Perpignan | Parc Lescure, Bordeaux |  |
|                     |          | Reporte |              |                        |  |

| Bandera de Francia |
| Campeón Toulouse   |
| Cuarto título      |